# Пиладжи Гаеквад
Пиладжирао Гаеквад (умер 14 мая 1732 года) — маратхский военачальник. Основатель династии Гаеквадов в Маратхской империи и первый махараджа Бароды (1721—1732).

## Ранняя жизнь
Пиладжи был старшим сыном Джингоджирао Кероджирао Гаеквада. Его мать — Шримант Акханд Субхагьявати Бхамабай Сахиба Гаеквад. Он был усыновлен своим дядей Дамаджи I Гаеквадом (умер в 1721 году), которому Чхаттрапати Шаху дал наследственный титул  Шамшер Бахадур за храбрость в бою.

## В служении Дабхаде
Гаеквады первоначально были лейтенантами клана Дабхаде, вождей маратхов Гуджарата и обладателей титула сенапати (главнокомандующий). Пиладжи был муталиком (заместителем) Тримбака Рао Дабхаде (+ 1731). Когда Тримбак Рао был убит за восстание против маратхской пешвы в 1731 году, его несовершеннолетний сын Яшвант Рао Дабхаде был назначен сенапати. Пешва позволила клану Дабхадем сохранить свои территории в Гуджарате при условии, что они будут перечислять половину своих доходов в казну Маратхи Чатрапати. Пиладжи продолжал служить Яшванту Рао и получил от пешвы титул Сена Хас Кхел в дополнение к  Шамшеру Бахадуру . Поскольку Яшвант Рао был несовершеннолетним, Пиладжи отвечал за сбор доходов от Гуджарата.

## Наследие
Пиладжи был убит 14 мая 1732 года в Дакоре эмиссарами махараджи Абхая Сингха из Марвара . Он был кремирован в деревне Савли, которая находится на дороге Барода-Дакор. Ему наследовал его сын Дамаджи Рао Геквад (также известный как Дамаджи II). Дамаджи сражался против Пешвы Баладжи Баджи Рао, когда Дабхады восстали против пешвы. Он потерпел поражение и был арестован, но позже пешва назначил его вождем маратов Гуджарата, заменив Дабхаде . Таким образом, потомки Пиладжи правили Гуджаратом в форме династии Гаеквад.

## Дети
У Пиладжи Гаеквада от четырех жен и наложниц было восемь сыновей:
- Шримант Саяджирао Сахиб Гаеквад (+ 11 апреля 1731)
- Шримант Йешвантрао Сахиб Гаеквад
- Шримант Раджашри Дамаджирао Гаеквад, Шамшер Бахадур (+ 18 августа 1768), 2-й махараджа Бароды (1732—1768)
- Шримант Раджашри Кхандерао Сахиб Гаеквад (+ 1785)
- Шримант Джайсинхрао Гаеквад (+ 1751)
- Шримант Анандрао Гаеквад
- Шримант Пратапрао Гаеквад (+ 1737)
- Шримант Калоджорао Гаеквад